# Stephan Schuh
Stephan Schuh (* 1969) ist ein deutscher Kameramann.
Schuh absolvierte von 1991 bis 1996 sein Studium an der Filmakademie Baden-Württemberg im Schwerpunkt Kamera / Spielfilm. 
Schuh ist seit 1998 als Kameramann tätig. Zu seinen Arbeiten gehören Komödien wie Der Schuh des Manitu, Das Amt oder U-900 sowie Krimi-Episoden. Insgesamt wirkte er bei über 50 Produktionen mit.
Stephan Schuh lehrt an der TH Ostwestfalen-Lippe, Detmold, im Fachbereich Medienproduktion. Er ist  Mitglied im Berufsverband Kinematografie (BVK).

## Filmografie (Auswahl)
- 1999: Die Bademeister – Weiber, saufen, Leben retten
- 2000: Erkan & Stefan
- 2001: Der Schuh des Manitu
- 2001: Das Amt (Fernsehserie, 6 Folgen)
- 2002: Erkan & Stefan gegen die Mächte der Finsternis
- 2002: Feuer, Eis & Dosenbier
- 2003: Der letzte Lude
- 2004: Die Nacht der lebenden Loser
- 2004: (T)Raumschiff Surprise – Periode 1
- 2006: Wilsberg: Tod auf Rezept
- 2006: Zwei zum Fressen gern
- 2007: Partnertausch
- 2007–2012: Die Märchenstunde (Fernsehserie, 8 Folgen)
- 2008: U-900
- 2010: C.I.S. – Chaoten im Sondereinsatz
- 2010–2011: Countdown – Die Jagd beginnt (Fernsehserie, 5 Folgen)
- 2011: Rookie – Fast platt
- 2012: Agent Ranjid rettet die Welt
- 2013: Im weißen Rössl – Wehe Du singst!
- 2013: Wilsberg: Die Entführung
- 2013: Wilsberg: Treuetest
- 2015: Die Dienstagsfrauen – Zwischen Kraut und Rüben
- 2015: Mara und der Feuerbringer
- 2015: Hilfe, ich hab meine Lehrerin geschrumpft
- 2017: Ein Schnupfen hätte auch gereicht
- 2017: Grießnockerlaffäre
- 2018: Meine teuflisch gute Freundin
- 2019: Leberkäsjunkie
- 2021: Kaiserschmarrndrama
- 2021: Mona & Marie (Fernsehfilm)
- 2023: Rehragout-Rendezvous
- 2024: Ein Sommer im Schwarzwald
- 2025: Dr. Nice:
  - 2025: Alte Narben
  - 2025: Weiche Knie